# ワールド・レコード (ニール・ヤングのアルバム)
『ワールド・レコード』（World Record）は、カナダ系アメリカ人シンガー・ソングライター、ニール・ヤングの45枚目、クレイジー・ホースとの15枚目のスタジオ・アルバム、2022年11月18日にリプリーズ・レコードからリリースされた。このアルバムはヤングとリック・ルービンがプロデュースし、先行シングル「Love Earth」がリリースされた。

## 背景
ワールド・レコードの歌詞の内容は、ヤングが「地球からの贈り物に感謝しながら回想する」ことと、「地球の状態」と「不確かな未来」をテーマにしている、 そして「シボレー」、つまり 「ヤングと車の関係」を歌った曲である。リード・シングルの「Love Earth」を含む数曲は、ヤングのコロラド州の自宅周辺の森を長く散歩しながら書かれた。
彼は「森の中で口笛を吹いていたんだ。それをフリップフォンで録音したんだ。それをパソコンに取り込んで、何ヵ月かして、森の中を歩きながらそのメロディーを口笛で吹いているのを聴いて、曲を書いたんだ。そうやって、この曲と、このアルバムに収録されている7、8曲のメロディを手に入れたんだ。ただ歩いていただけなんだ」と語った。
「Love Earth "は、ヤングの地球への称賛と気候変動への懸念にインスパイアされている。「This Old Planet」もまた、気候変動と、地球がより健康だった以前の時代への憧れを扱っている。「Break the Chain」は新型コロナウィルス・パンデミックの初期にインスパイアされた。
アルバムのほとんどの曲が、コロナウィルスから戦争、気候変動に至るまで、世界の出来事を扱ったものであるのに対し、このアルバムで最も長い曲「Chevrolet」は、自動車の中から経験した一連の人生の出来事を歌ったものである。ヤングは人里離れた山小屋に住みながらピアノでこの曲を書いたが、彼のキャリアを通して書いてきた他の多くの長い曲よりも複雑な構成が特徴だ。彼はトム・パワーにこう続ける： 「この曲はとても複雑な構造をしていて、「Cowgirl（In The Sand）」や 「Down by the River」や 「Love and Only Love」のような長い曲よりもずっと複雑なんだ。[中略]でも、車についての曲であり、車だけでなく、そこにあったすべての車についての曲なんだ。彼らは、私の人生のいろいろなことを通して、私をあちこち連れて行ってくれた。私の人生の記念碑的な部分だ。そして今、それが大好きなのと同じくらい、私は世界について考える必要がある。だから、もうあの車には乗れないんだ」 と。

## レコーディング
このアルバムはカリフォルニア州マリブにあるリック・ルービンのシャングリ・ラ・スタジオでライヴ・レコーディングされ、アナログ・テープでミックスされた。このアルバムは2022年7月に完成し、「クオリティの高い」アナログ盤で「適切に」リリースするために発売が延期された。このアルバムは、ヤングとルービンの初のコラボレーション作品である。二人は1997年にもレコーディングを試みていたが、アルバムにはならなかった。ヤングは以前、ルービンのシャングリ・ラ・スタジオでアルバム『ピース・トレイル』と『ザ・ヴィジター』をレコーディングしており、二人は『ワールド・レコード』のセッションの前に一緒にインタビューを行った。
ロフグレンは、外部のプロデューサーを起用することで、『ワールド・レコード』が『コロラド』や『バーン』とどのように違ってきたかを解説する： 「プロデューサーを起用するということは、コントロールを放棄するということだ。ニールにはそういう性質はない。彼はリックをガイドとして使った。こうやるんだ』とは決して言わなかった。それはニールとはうまくいかないし、リックもわかっている。でも、彼はときどき『この曲をアコースティック・ギターでやってみたらどうだ』とか、『この曲は違う道を進んでみたらどうだ』とか言うんだ。そのおかげで、ニールはシンガーであり、ギタリストであることができたんだ」と説明した。
ヤングは、長年のコラボレーターであるクレイジー・ホースに連絡を取り、新鮮な曲を書き下ろしながらアルバムのレコーディングを行った。ロフグレンはこう回想している。「ニールが僕らに連絡してきて、『おい、2、3曲あるんだ。2、3曲できたから、まとまったらまたレコーディングしよう。ヤングが予想以上に早く新曲を書き上げたため、セッションは5月に早まった。5月1日？それは夏じゃない。1週間半も先じゃないか！』ってね」。
ヤングは、このアルバムは2021年の『バーン』とは違っていると指摘して、そして「前代未聞の楽器の組み合わせ」が含まれている。口笛を吹きながら曲を書いたということは、ヤングとグループがレコーディング中に各曲の楽器編成をより自由に選べたことを意味する。ロフグレンはセッション中、スタジオのすぐ外にあるシャングリ・ラで夜を明かし、アルバムのために追加の楽器やサウンドを試すことができた。「I Walk with You (Earth Ringtone)」ではペダル・スティール・ギターを弾いている。
ヤングとルービンは、このアルバムのレコーディングとミックスにアナログとデジタルのミックス・テクノロジーを採用した。ヤングはこのアルバムを 「ハイブリッドだ。テープに録音して、すぐにデジタルにした。でも、まだオリジナルのテープがあるんだ。だから、その後はデジタル・コピーで作業しているんだ」と解説した。

## アルバム・カヴァー
アルバムのジャケットは、ヤングの父親でジャーナリストのスコット・ヤングの写真で、その横に彼の生年月日が公式書類風に印刷されている。アルバムの中には、母親、兄、妹の写真が生年月日とともに収められている。ヤングは「50年代、おそらくトロントで撮られたものだと思う。父は当時、トロントのグローブ・アンド・メール紙に勤めていた。通りを歩いている。素晴らしい写真だよ。自分の行く先を知っている人がいる！」と語った。

## リリース
このアルバムは「音質を最適化する」ために3面2枚組LPレコードでリリースされ、残りの面にはエッチングが施され、CD、カセット、ストリーミング、ダウンロードも合わせて発売された。CDにはディスク1に1曲目から9曲目まで、ディスク2に10曲目と11曲目が収録されている。

## 反響と評価
| 専門評論家によるレビュー | 専門評論家によるレビュー |
| 総スコア                 | 総スコア                 |
| 出典                     | 評価                     |
| ------------------------ | ------------------------ |
| Metacritic               | 75/100                   |
| レビュー・スコア         |                          |
| 出典                     | 評価                     |
| AllMusic                 | [ 18 ]                   |
| Exclaim!                 | 7/10                     |
| Paste                    | 6.8/10                   |
| Pitchfork                | 7.1/10                   |
| Under the Radar          | [ 22 ]                   |
| Robert Christgau         | B+                       |

評価総合サイトMetacriticでは、『ワールド・レコード』は7人の批評家による評価で100点満点中75点となっており、「おおむね好意的」な評価を受けている。MojoとUncutのレビューでは、ヤングとクレイジー・ホースのこれまでの作品にはない、バック・ハーモニー、キーボード、ポンプ・オルガンの存在が指摘されている。『オールミュージック』のフレッド・トーマスも、ルービンの 「逞しく、しばしば大暴れするプロダクション 」を高く評価し、「ヤングのヴォーカルをミックスの前面に押し出しつつも、曲が呼吸するためのスペースを多く作るという、場当たり的なレコーディング方法に思いのほかよく合っている」と評価している。
『アルティメット・クラシック・ロック』のマイケル・ガルッチは、このアルバムは「深入りしすぎず」、「雑然としていて、焦点が定まっていないことが多い」としながらも、「ヤングとクレイジー・ホースは、素材と彼ら自身への忠誠心から、彼らが常にベストを尽くしてきたこと、つまり、プラグインし、リーダーに従い、45分ほど爆走することをやってのける」と感じている。『Exclaim!』誌でこのアルバムをレビューしたダニエル・シルヴェスターは、「書類上では、ニール・ヤング＆クレイジー・ホースのアルバムとしては中途半端」だが、「彼の最も魂のこもった作品として記憶されることを望むほど、個性と情熱に満ちている」と書いている。
『ペースト』誌のパット・キングは、ワールド・レコードの曲は「私たちの滅びゆく地球に対する、淡々とした、フィルターを通した訴えのように感じられる。しかし、うまくいかないときは、曲のパフォーマンスもメッセージも控えめで、実践的でないように感じられる」と評している。『アンダー・ザ・レーダー』誌に寄稿したマイケル・ジェームス・ホールは、このアルバムを「一連の荒削りなレコーディングを通して届けられる、抗議と行動への呼びかけ」と評し、「たとえ（このアルバムが）真のインパクトを与えるために必要なリーチもプレゼンテーションもないとしても、その心のこもった騒動は少なくともそれ自体に注目を集め、その結果、私たちに取るべき行動を懇願している」と結論づけている。

## 収録曲
| #         | タイトル                                | 作詞  | 作曲・編曲 | 時間  |
| --------- | --------------------------------------- | ----- | ---------- | ----- |
| 1.        | 「Love Earth」                          |       |            | 4:03  |
| 2.        | 「Overhead」                            |       |            | 3:40  |
| 3.        | 「I Walk with You (Earth Ringtone)」    |       |            | 3:57  |
| 4.        | 「This Old Planet (Changing Days)」     |       |            | 2:30  |
| 5.        | 「The World (Is in Trouble Now)」       |       |            | 3:15  |
| 6.        | 「Break the Chain」                     |       |            | 4:07  |
| 7.        | 「The Long Day Before」                 |       |            | 2:18  |
| 8.        | 「Walkin' on the Road (To the Future)」 |       |            | 2:57  |
| 9.        | 「The Wonder Won't Wait」               |       |            | 3:17  |
| 10.       | 「Chevrolet」                           |       |            | 15:15 |
| 11.       | 「This Old Planet (Reprise)」           |       |            | 1:19  |
| 合計時間: | 合計時間:                               | 46:38 |            |       |

## 参加ミュージシャン
- ニール・ヤング - リード・ヴォーカル（1～11）、アップライト・ピアノ（1、2、4、8、10）、キック・タブ・ドラム（1、3、5）、マルクスフォーンとヴァイブ（2）、ハーモニカ（2、5、7～9）、ギター（3、6、10）、ポンプ・オルガン（5、7～9）、ウーリッツァー・エレクトリック・ピアノ（11）

クレイジー・ホース
- ニルス・ロフグレン - ラップ・スティール・ギター（1）、スライド・ギター（2）、ペダル・スティール・ギター（3、7）、アコーディオン（4）、ギター（5、10）、ボトルネック・ギター（6）、アコースティック・ギター、ミュート・アップライト・ピアノ（8）、ドブロ、パーカッション（9）、ヴォーカル（1～10）
- ビリー・タルボット - ベース・ギター、ヴォーカル (1-10)
- ラルフ・モリーナ - ドラム、ヴォーカル (1-)10)

レコーディング・スタッフ
- リック・ルービン - プロデューサー
- ニール・ヤング - プロデューサー
- ライアン・ヒューイット - エンジニア, ミキサー
- ルイス・レメナップ - アシスタント・エンジニア
- テイラー・ジャクソン - アシスタント・エンジニア